# Brouwerij De Neve

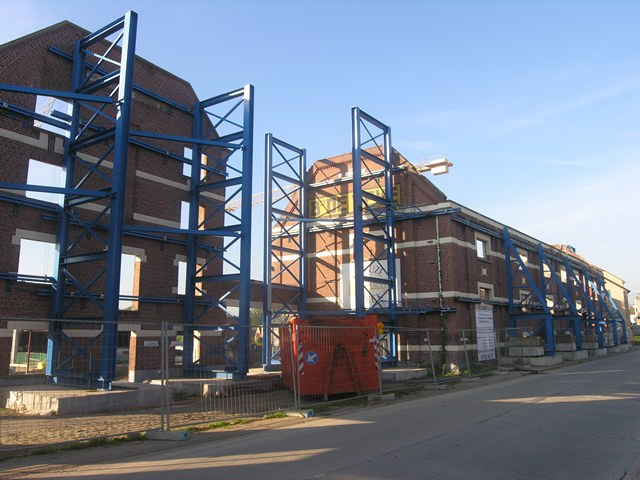
Verbouwd tot een wooncomplex

Brouwerij De Neve was een brouwerij in Schepdaal (Dilbeek) waar zeker vanaf 1772 tot in het laatste decennium van de 20e eeuw bier werd gebrouwen. De toen nog onafhankelijke brouwerij Belle-Vue, onder leiding van Constant Van den Stock, nam ze in 1975 over. 
Lambiek, de daarvan afgeleide geuze- en fruitbieren, maar ook bieren van hoge gisting zoals Neval Kadet en Special Neval werden er na de overname geproduceerd. Na de overname van Belle-Vue in 1991 door Interbrew (hernoemd alsAnheuser-Busch InBev in 2020) brouwde men in Schepdaal ook het versnijbier Jack-Op. De brouwerij stopte in 1994 haar activiteiten.
De gemeente kocht de gebouwen en gebruikte ze als opslagruimte. In 2005 volgde de verkoop aan een projectontwikkelaar. De brouwerij werd verbouwd tot een wooncomplex met behoud van de gevel, het oorspronkelijk opschrift en het Mariabeeldje.